# 穆瓦里 (阿登省)
穆瓦里（法語：Moiry，法語發音：[mwaʁi] ⓘ）是法国大東部大區阿登省的一个市镇，属于色当区。

## 地理
穆瓦里（49°35'31"N, 5°16'36"E）面积3.91 平方千米，位于法国大東部大區阿登省，该省份为法国北部内陆省份，西接埃纳省，南至马恩省，东临默兹省，北与比利时接壤。
与穆瓦里接壤的市镇（或旧市镇、城区）包括：欧弗朗斯、弗罗米、马尔居、皮伊和沙尔博。
穆瓦里的时区为UTC+01:00、UTC+02:00（夏令时）。

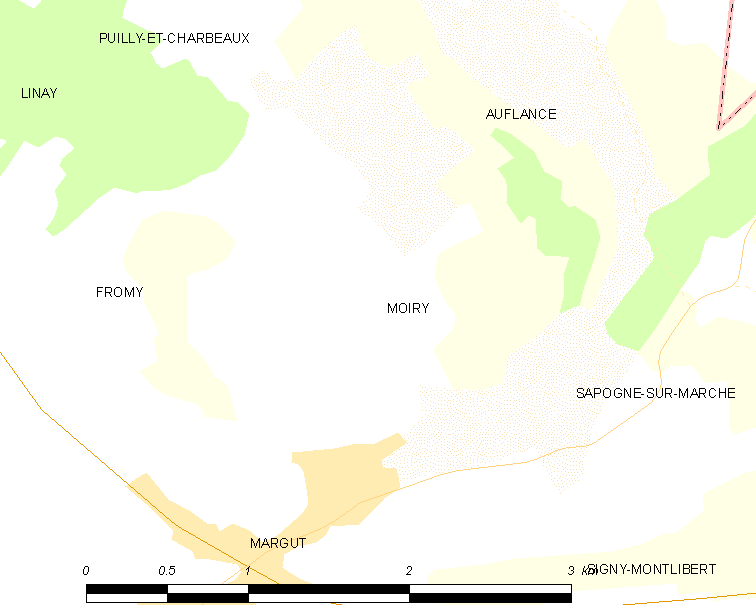
穆瓦里的OSM定位图

## 行政
穆瓦里的邮政编码为08370，INSEE市镇编码为08293。

## 政治
穆瓦里所属的省级选区为卡里尼昂县。

## 人口

1962-2008年间穆瓦里人口变化图示

穆瓦里于2022年1月1日时的人口数量为136人。